# Aciagrion heterosticta
Aciagrion heterosticta là một loài chuồn chuồn kim thuộc họ Coenagrionidae. Loài này có ở Cộng hòa Dân chủ Congo, Namibia, Uganda, và Zambia. Môi trường sống tự nhiên của chúng là xavan ẩm, hồ nước ngọt, hồ nước ngọt có nước theo mùa, đầm nước ngọt, và đầm nước ngọt có nước theo mùa.